# Zinc (Arkansas)
Zinc – miasto w Stanach Zjednoczonych, w stanie Arkansas, w hrabstwie Boone.